# KTM
Pour les articles homonymes, voir KTM (homonymie).
 (octobre 2018).
KTM Bike Industries et KTM-Sportmotorcycle AG représentent la marque KTM (Kronreif Trunkenpolz Mattighofen). KTM est un constructeur autrichien de vélos, de motos et de voitures de sport. Les usines sont situées à Mattighofen au nord de Salzbourg.
Dans les pays francophones, la société KTM est implantée à Wavre en Belgique, Chambly au Canada et Saint-Priest en France pour les motos.
Depuis 2007, la société est détenue à hauteur de 49 % par le constructeur indien Bajaj Motorcycles Ltd.
KTM remporte notamment 18 victoires consécutives au Rallye Dakar entre 2001 et 2019.

## Données chiffrées
Pour la partie moto :
- CA 2003/2004 : 402,4 M€, soit 75,2 % de plus par rapport à 2000/2001 ;
- 76 815 motos vendues en 2003/2004, soit 68,3 % de plus par rapport à 2000/2001 ;
- 1 568 personnes employées, soit 23,8 % de plus par rapport à 2000/2001.

Pour la partie vélo :
- 200 000 vélos produits en 2012, dont 33 000 électriques ;
- CA 2011 : 308 M€.

## Histoire

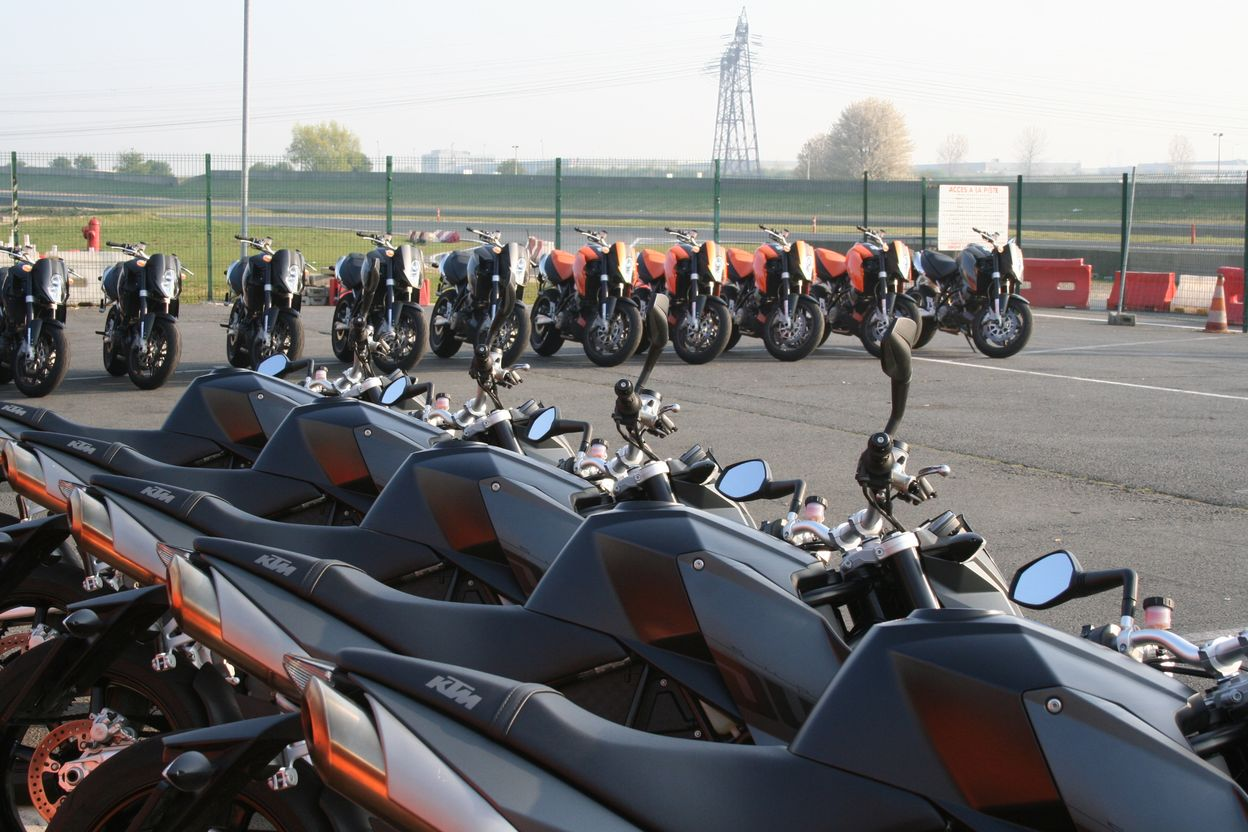
KTM 990 Super Duke au Circuit Carole.

- 1934 : Hans Trunkenpolz (en) fonde à Mattighofen un atelier de serrurier.
- 1937 : la maison Trunkenpolz devient représentante des motocycles DKW. Cette activité va lui permettre de s'agrandir et de devenir, en 1950, l'un des plus grands ateliers de réparations pour motocycles et voitures en Haute-Autriche.
- 1951 : premier grand projet de développement d'une petite moto de 98 cm3 (la R 100), avec un moteur Rotax.
- 1953 :
  - association avec l'ingénieur et homme d'affaires Ernst Kronreif,
  - première production en série de motos KTM construites par vingt collaborateurs avec une capacité de trois motos par jour,
  - débuts dans les compétitions,
  - nouvelle dénomination sociale « Kronreif, Trunkenpolz, Mattighofen » (KTM).
- 1954 : 1 000e moto produite dans les ateliers. KTM gagne pour la première fois le championnat autrichien de la catégorie des 125 cm3.
- 1955 : début du développement du modèle KTM Tourist (125 cm3). Participation aux courses routières.
- 1956 : participation aux Six-jours internationaux, Egon Dornauer, médaille d'or.
- 1957 : première moto de sport (KTM Trophy de 125 cm3) et premier scooter KTM Mirabell.
- 1958 : nouveau moteur de course conçu par l'ingénieur Ludwig Apfelbeck qui va permettre à Erwin Lechner de remporter en deux ans de nombreuses victoires.
- 1960 :
  - crise industrielle, la production de motos est arrêtée. Premier scooter KTM Ponny et premier vélomoteur,
  - décès de Kronreif.
- 1962 : décès de Trunkenpolz.
- 1963 : nouveau cyclomoteur Comet.
- 1964 : début de la production de bicyclettes. Pour la partie moto, reprise du sport tout-terrain. Fondation de la première équipe d'usine KTM avec reprise de la participation aux Six-jours.
- 1966-1967 : 10 000e cyclomoteur Comet. Médaille d'or aux Six-jours en Suède.
- 1968 : nouveau modèle tout-terrain Penton Six Days pour l'exportation aux États-Unis.
- 1970 : premiers moteurs KTM. Manfred Klerr, champion d'Autriche sur la nouvelle motocross 250 cm3.
- 1972 : l'effectif de KTM atteint quatre cents personnes.
- 1973 : début de la production des modèles 250 cm3 en cross et enduro. Premiers points et premières victoires au championnat du monde et au Grand-Prix.
- 1974 : 42 modèles différents. Début de production de la KTM Hobby III. Le Russe Gennadij Moiseev, champion du monde 250 cm3 pour KTM.

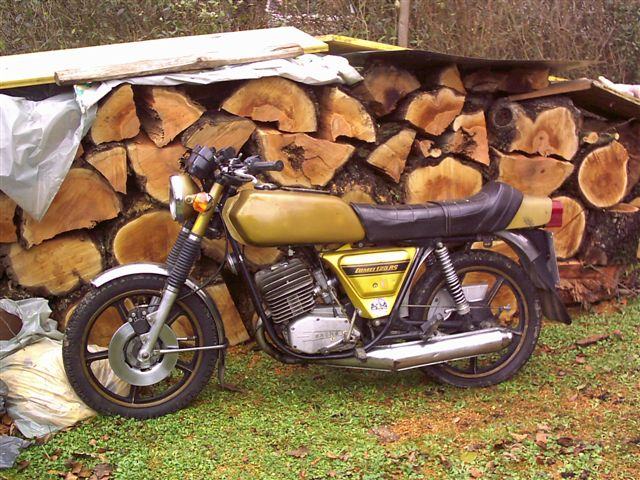
Comet Grand Prix 125 RS.

- 1975 : nouveau modèle routier Comet Grand Prix 125 RS. Sigi Lerner devient champion autrichien MX et Alessandro Gritti devient champion d'Europe en Enduro.
- 1976 : nouveau moteur 125 cm3. Succès de l'équipe de courses italienne Farioli sur KTM avec deux titres de champion d'Europe.
- 1978 : fondation de la filiale américaine dans l'Ohio, la « KTM America Inc. » Nouveaux motocycles 50 cm3. Le Russe Gennadij Moiseev obtient le 3e titre de champion du monde MX 250 cm3.
- 1980 : nouvelle raison sociale « KTM Motor-Fahrzeugbau KG ». Importantes innovations sur les modèles sports (réduction du poids, commande à clapets).
- 1981 : premières motos MX 125 cm3 à refroidissement liquide. L'effectif monte à sept cents personnes, le CA monte à 750 millions d'ATS, 76 % de la production est exportée dans treize pays différents.
- 1982 : nouvelle suspension pour roue arrière des modèles motocross. Nouveau moteur 4-temps, la GS600 (553 cm3) offrant des résultats satisfaisants au cours des rallyes Dakar (mais le modèle 4-temps à refroidissement par eau ne sera présenté qu'en 1987 et commercialisé qu'à partir d'octobre 1987).
- 1984 : nouveau moteur : sortie du moteur Hydrovic qui monte très haut dans les tours, mais manque de couple à bas régime, ce qui le rend très fragile, il est aussi le moteur le plus léger du monde par rapport à sa puissance. KTM emporte le marché pour fournir l'armée autrichienne. Le pilote Heinz Kinigadner, champion du monde MX 250 cm3.
- 1985 : production du 100 000e moteur KTM. Nouveau moteur 500 cm3 (50 ch). Le pilote Heinz Kinigadner, champion du monde motocross 250 cm3. Fin 1985, apparition, dans la presse spécialisée, des premières photos de la future KTM LC4 (et de la future concurrente Husqvarna TE !) à refroidissement par eau, alors l'une comme l'autre au stade expérimental.
- 1986 :
  - fabrication du premier vélo de course,
  - KTM monte désormais des freins à disque à l'avant et à l'arrière sur ses motos. Victoires dans toutes les catégories lors des Six-jours en Italie.
  - première participation à l'enduro du Touquet, discrète, d'une LC4, en cours d'expérimentation.
- 1987 : commercialisation, à partir d'octobre, du nouveau moteur 560 cm3 (553cc) à refroidissement par radiateur d'eau (LC4). KTM décroche dès la première année, pour 1987, le titre du principal championnat d'enduro avec la LC4. Production de 98 000 radiateurs, 93 700 bicyclettes, 12 600 cyclomoteurs et 10 600 motos.
- 1988 : abandon de la production de scooter.
- 1989 :
  - la « GIT Trust Holding » devient l'actionnaire majoritaire. Le pilote américain Trampas Parker, champion du monde motocross 125 cm3. Les pilotes jumeaux suisses Huessens, champions du monde en side-car,
  - un million de vélos produits depuis 1964.
- 1990 : les pilotes Paul Edmonson, champion du monde 125 cm3 et Peter Hansson, champion du monde 500 cm3.
- 1991 : mise en faillite de la « KTM Motorfahrzeugbau AG » (SA). Les pilotes Paul Edmonson, champion du monde 125 cm3 et Peter Hansson, champion du monde 500 cm3.
- 1992 :
  - scission de l'entreprise originelle en plusieurs sociétés indépendantes pour la production de radiateurs, de motos, de bicyclettes et pour la fabrication d'outils,
  - la nouvelle société « KTM Sportmotorcycle GmbH » (SARL) commence son activité avec une nouvelle conception Hard Enduro et un nouveau design de motos,
  - les pilotes Jeff Nilsson, champion du monde 125 cm3 et Mario Rinaldi, champion du monde 350 cm3 (LC4).
- 1993 : début de KTM en rallye. Victoire dans le rallye de l'Atlas dans cinq catégories (LC4).

- 1994 :

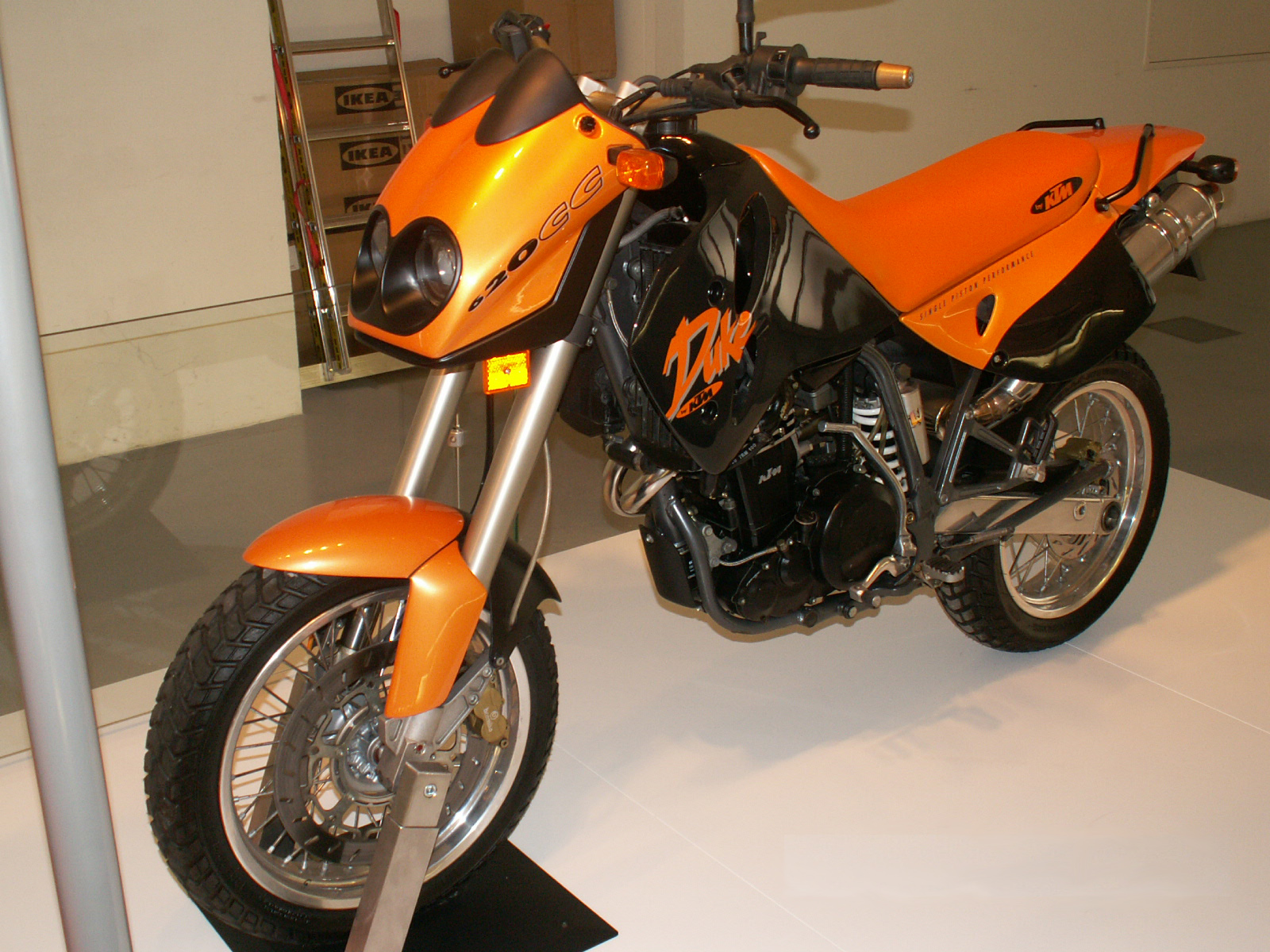
620 Duke.

  - nouvelle dénomination « KTM Sportmotorcycle AG ». Effectif : 212 employés. Début de production du modèle routier KTM Duke,
  - fabrication du 1er cadre vélo en aluminium.
- 1995 :
  - acquisition de la Suédoise « Husaberg AB » et absorption de « White Power Suspension », renommé WP. Début de la cotation de la « KTM Sportmotorcycle SA » à la Bourse de Vienne,
  - production de 12 000 motocyclettes, CA de 1,1 milliard d'ATS,
  - deux titres de champion du monde enduro, victoires au Master Rallye et au Rallye en Tunisie (LC4).
- 1996 : premières LC4 avec démarreur électrique en série sur la version « enduro-trail ». Fondation de filiales de distribution en Allemagne et en Suisse. Le pilote Shayne King, champion du monde MX 500 cm3. Plusieurs victoires en enduro et en rallye.
- 1997 : nouveaux modèles LC4 Supermoto et LC4 Adventure, première moto de voyage de KTM. Trois titres de champion du monde enduro : Watts (125 cm3), Mario Rinaldi (400 cm3), Kari Tiainen (500 cm3).
- 1998 :
  - nouvelle suspension PDS. Nouvelle génération de moteurs 125 cm3 et 200 cm3. Nouveau design en Z. Construction d'une nouvelle usine d'assemblage avec un centre de recherche et de développement. Fondation de la filiale anglaise de distribution,
  - 20e rallye Paris-Dakar, KTM, toujours avec la LC4, occupe sans interruption les rangs 2 à 12,
  - la marque commercialise sa deuxième version de la Duke : la Duke 640 LC4.
- 1999 :
  - début de la production dans la nouvelle usine KTM (1er septembre). Nouveau moteur 4-temps Racing 400/520 cm3. Nouveau moteur avec graissage par huile et essence séparées 125/200 cm3,
  - CA de 116,4 M€. Fondation de la filiale espagnole de distribution KTM. La société se retire de la bourse,
  - le pilote Juha Salminen, champion du monde enduro 125 cm3. Victoire globale au championnat du monde enduro (Sala). Victoire à la nouvelle Coupe du monde de rallye (Magnaldi).
- 2000 :
  - fondation de la filiale française de distribution KTM. CA de 160,3 M€,
  - six titres de champion du monde : Grant Langston en motocross 125 cm3, Joël Smets en motocross 500 cm3, Juha Salminen en enduro 125 cm3, Matteo Rubin en 250 cm3 4-temps, Mario Rinaldi en 400 cm3 et Kari Tiainen en 500 cm3.
- 2001 :
  - 1re ligne d'émaillage en poudre des cadres de vélos,
  - nouveau dépôt de pièces de rechange à Mattighofen. CA de 229,7 M€, 45 648 motos vendues,
  - quintuple victoire pour KTM au Paris-Dakar, champion, l'Italien Fabrizio Meoni. Juha Salminen, champion du monde enduro et James Dobb, champion du monde motocross 125 cm3.

- 2002 :

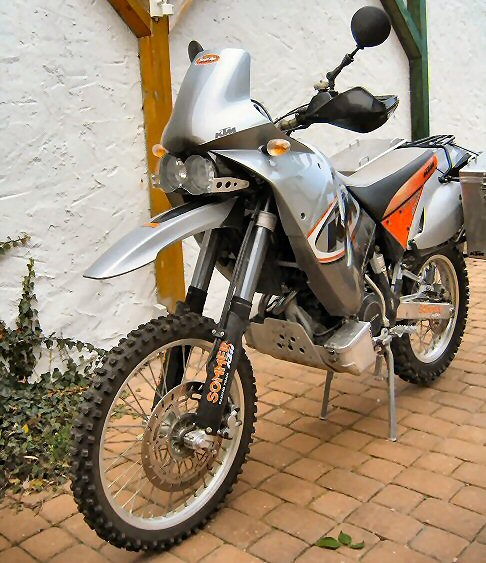
640 LC4 Adventure modèle 2002.

  - nouvelle usine de moteurs à Munderfing. CA de 314,1 M€, 1 267 employés, 61 723 motos vendues,
  - le pilote Thierry van den Bosch, champion du monde de Supermoto S1. Fabrizio Meoni, vainqueur au Paris-Dakar avec la nouvelle 950 cm3. Juha Salminen, champion du monde enduro.
- 2003 :
  - nouvelle KTM 950 Adventure et KTM 990 Super Duke à moteur LC8. Nouveau centre de développement à Mattighofen. CA de 375,7 M€, 70 514 motos vendues, 1 479 employés,
  - Juha Salminen, champion du monde enduro. Steve Ramon, champion du monde MX 125 cm3. Joël Smets, champion du monde MX 650 cm3. Cyril Despres, vainqueur coupe du monde de rallye. Grant Langston, champion national américain en 125 cm3 (Supercross) et Mike Lafferty en enduro. Richard Sainct, vainqueur au Paris-Dakar.
- 2004 :
  - 2 500 000 vélos produits depuis 1964. 1er passage de câbles en interne,
  - CA de 402,4 M€, 1 568 employés, 76 815 motos vendues,
  - Nani Roma, vainqueur au Paris-Dakar,
  - le pilote Thierry van den Bosch, champion du monde de Supermoto.

- 2005 :

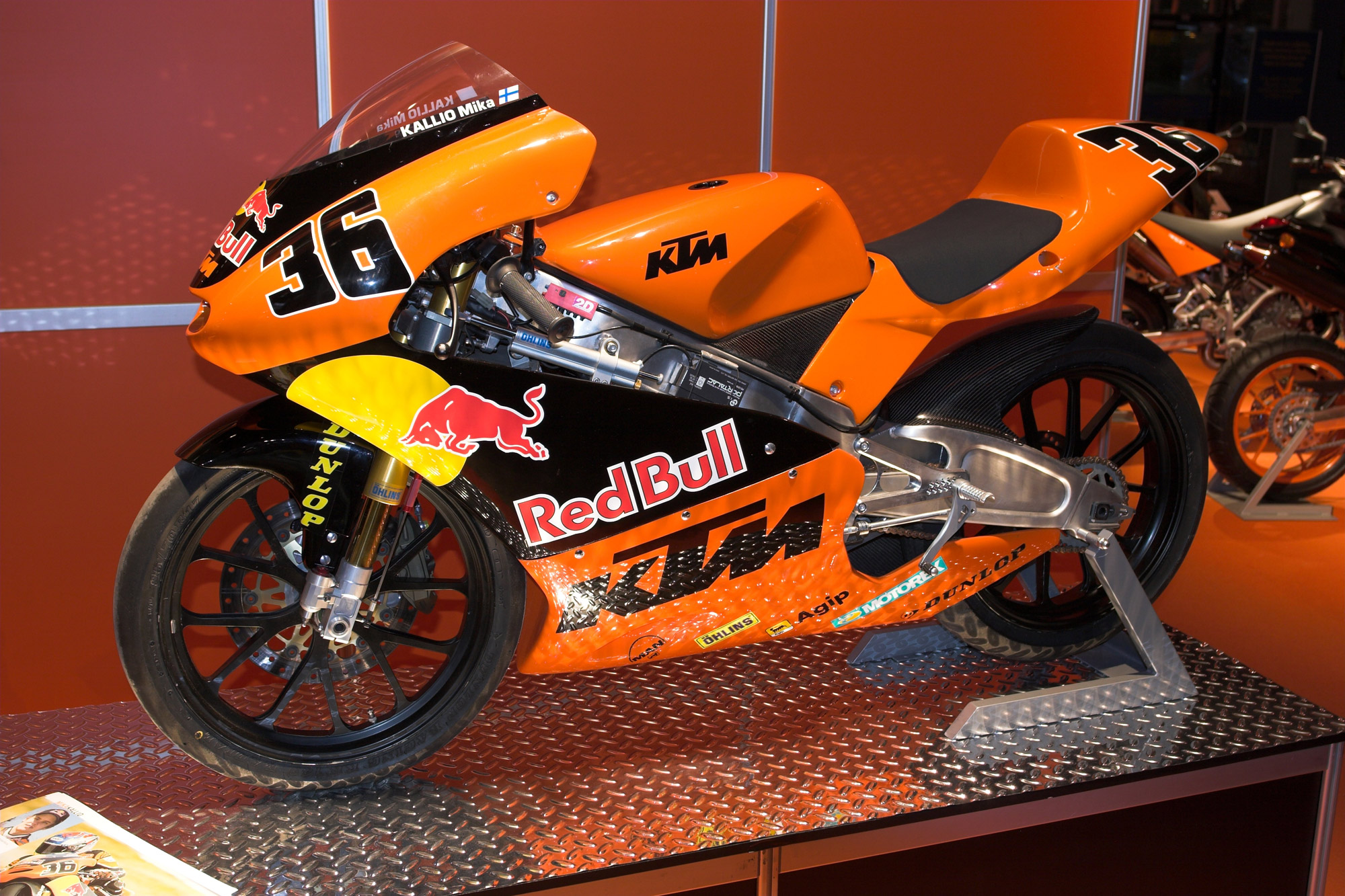
La 125 de Mika Kallio pour la saison 2006.

  - introduction dans la gamme vélos du système de suspension PDS (pour Pro Damping System). Introduction d'un vélo Freeder (Caliber). Introduction dans la gamme des cadres carbone VTT, Trekking, City et Route,
  - nouvelle KTM 950 Supermoto, KTM 990 Adventure et la KTM 990 Super Duke,
  - Cyril Despres, vainqueur au Paris-Dakar,
  - le pilote Boris Chambon, champion du monde de Supermoto S2.
- 2006 :
  - 1er vélo de descente (Aphex) et de Dirt (Soul),
  - nouvelle KTM 950 Super Enduro R et KTM 690 Supermoto,
  - Marc Coma, vainqueur au Paris-Dakar.
- 2007 :
  - le constructeur indien Bajaj Motorcycles Ltd prend une participation de 49 % dans KTM,
  - introduction du premier cadre monocoque carbone route (Lauréat de l'Eurobike Design Award) et du premier cadre carbone tout suspendu (Score),
  - Cyril Despres, vainqueur au Paris-Dakar,
  - présentation de la X-Bow, concept automobile, au salon de Genève,
  - présentation du quad 525 XC qui sera en vente en 2008.
- 2008 :
  - sortie de la KTM 690 Duke III, troisième génération de son modèle Duke, la cylindrée passe alors à 654 cm3 (sauf pour la Duke R qui monte à 690 cm3),
  - fournisseur de l'équipe cycliste Tyrol-Land Tirol.
- 2009 :
  - Marc Coma, vainqueur au Rallye Dakar,
  - fournisseur de l'équipe cycliste Tyrol-Land Tirol,
  - rachat de Husaberg par KTM.
- 2010 :
  - lancement des premiers e-bikes,
  - fournisseur de l'équipe cycliste Tyrol,
  - Cyril Despres, vainqueur au Rallye Dakar.
- 2011 :
  - Marc Coma, vainqueur au Rallye Dakar,
  - sponsor et fournisseur des vélos de l'équipe cycliste Bretagne-Schuller,
  - fournisseur de l'équipe cycliste Tyrol,
  - lancement de la Freeride 350 (4-temps).
- 2012 :
  - Cyril Despres, vainqueur au Rallye Dakar,
  - sponsor et fournisseur des vélos de l'équipe cycliste Bretagne-Schuller,
  - fournisseur de l'équipe cycliste Tirol,
  - quatrième génération de la Duke, avec un moteur de 690 cm3 et un aspect bien plus roadster, plus axé grand public.
- 2013 :
  - Cyril Despres, vainqueur au Rallye Dakar,
  - rachat de Husqvarna par KTM qui arrête la production Husaberg,
  - la 250 Freeride (2-temps) vient compléter la gamme Freeride,
  - fournisseur de l'équipe cycliste Tirol,
  - sponsor et fournisseur de l'équipe cycliste Bretagne-Séché Environnement,
  - fournisseur de l'équipe cycliste Nutrixxion Abus.
- 2014 :
  - Marc Coma, vainqueur au Rallye Dakar,
  - fournisseur de l'équipe cycliste Tirol,
  - KTM commercialise sa moto électrique, la Freeride E, et la décline en trois modèles : un modèle enduro (E-XC), un modèle cross (E-SX) et un modèle supermotard (E-SM),
  - commercialisation après une longue campagne publicitaire de la KTM 1290 Super Duke R.
- 2015 :
  - fournisseur de l'équipe cycliste Tirol,
  - sponsor et fournisseur de l'équipe cycliste Marseille 13 KTM,
  - Marc Coma, vainqueur au Rallye Dakar.
- 2016 :
  - fournisseur de l'équipe cycliste Tirol,
  - sponsor et fournisseur de l'équipe cycliste Delko-Marseille Provence-KTM,
  - Toby Price, vainqueur au Rallye Dakar.
- 2017 :
  - coentreprise avec la marque chinoise CFMOTO, spécialiste du quad, officialisée, nommée « CFMOTO-KTMR2R »[4],
  - fournisseur de l'équipe cycliste Tirol,
  - sponsor et fournisseur de l'équipe cycliste Delko-Marseille Provence-KTM,
  - Sam Sunderland, vainqueur au Rallye Dakar.
- 2018 :
  - fournisseur de l'équipe cycliste Tirol,
  - sponsor et fournisseur de l'équipe cycliste Delko-Marseille Provence-KTM,
  - Matthias Walkner, vainqueur au Rallye Dakar.
- 2019 :
  - KTM rachète le constructeur espagnol Gas Gas[5],
  - sponsor et fournisseur de l'équipe cycliste Tirol-KTM,
  - sponsor et fournisseur de l'équipe cycliste Neri Sottoli-Selle Italia-KTM,
  - fournisseur de l'équipe cycliste Sporting-Tavira,
  - Toby Price, vainqueur au Rallye Dakar,
  - Nathan Watson, vainqueur de l'Enduropale,
  - KTM fait son retour en EnduroGP[6].
- 2020 :
  - sponsor et fournisseur de l'équipe cycliste B&B Hotels-Vital Concept p/b KTM,
  - sponsor et fournisseur de l'équipe cycliste Vini Zabù-KTM,
  - sponsor et fournisseur de l'équipe de VTT KTM MTB Factory Team,
  - sponsor et fournisseur de l'équipe cycliste Tirol-KTM,
  - fournisseur de l'équipe de VTT électrique Miranda Factory E-Team,
  - sponsor et fournisseur de l'équipe de VTT KTM Protek Dama,
  - sponsor et fournisseur de l'équipe de cyclo-cross KTM Alchemist Selle Smp Dama,
  - sponsor et fournisseur de l'équipe de VTT KTM Pro Team,
  - sponsor et fournisseur de l'équipe cycliste WSA KTM Graz,
  - sponsor et fournisseur de l'équipe de VTT KTM Dama Alchemist selle SMP XCM Racing Team,
  - fournisseur de l'équipe cycliste Sporting-Tavira,
  - fournisseur de l'équipe de VTT Team Vosges VTT,
  - fournisseur du vététiste Ismael Ventura,
  - partenaire de la Fédération autrichienne de cyclisme.
- 2024 :
  - Acquisition MV Agusta
  - KTM teste sa 450 SMR 2025 dans des conditions extrêmes, de la chaleur de Barcelone à la glace suédoise. Inspirée de la 450 SX-F, cette supermoto de 63 ch dispose d'une nouvelle fourche WP XACT et d'un cadre optimisé pour plus de flexibilité[7].
  - Vendredi 29 Novembre,  endetté a hauteur de 2,9 milliards, le groupe est placé en procédure de sauvegarde auto-administrée.

## Palmarès

### Victoires au Rallye Dakar

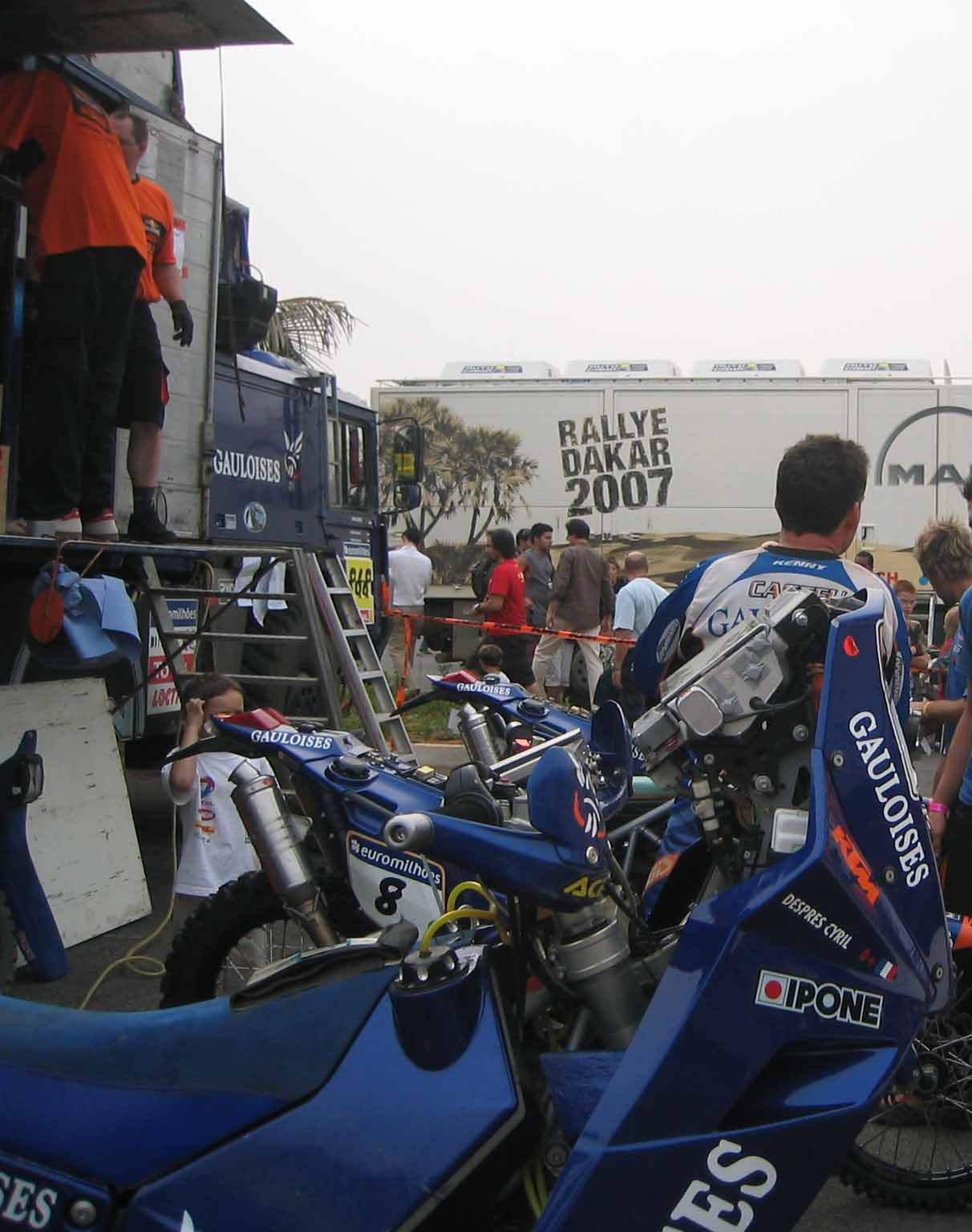
La KTM de la victoire à l'arrivée du Dakar 2007.

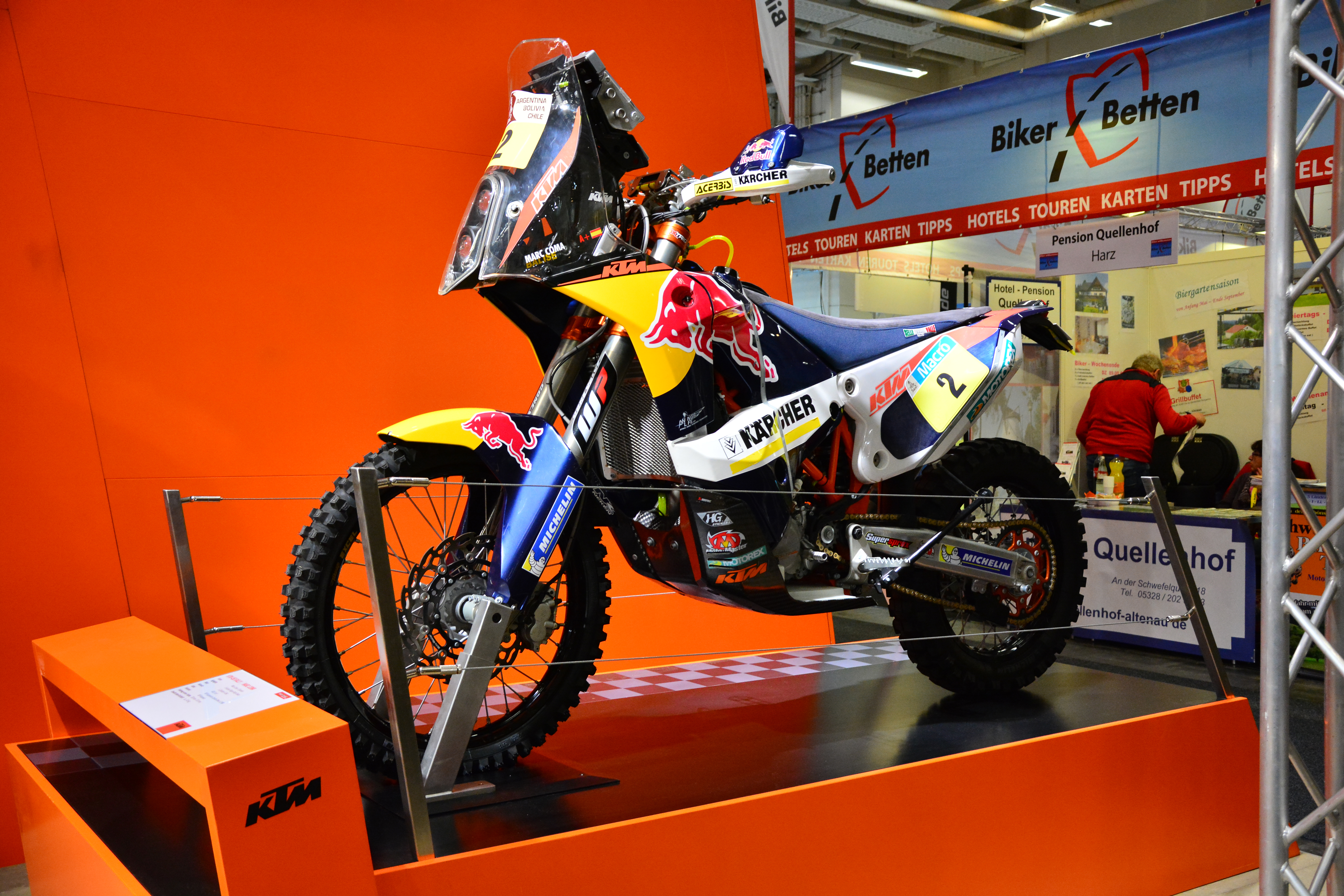
La KTM 450 Rally de Marc Coma en 2015.

| Saison | Vainqueur Catégorie Motos | Vainqueur Catégorie Motos |
| Saison | Pilote                    | Moto                      |
| ------ | ------------------------- | ------------------------- |
| 2001   | Fabrizio Meoni            | KTM LC4 660R              |
| 2002   | Fabrizio Meoni            | KTM LC8 950R              |
| 2003   | Richard Sainct            | KTM LC4 660R              |
| 2004   | Nani Roma                 | KTM LC4 660R              |
| 2005   | Cyril Despres             | KTM LC4 660R              |
| 2006   | Marc Coma                 | KTM LC4 660R              |
| 2007   | Cyril Despres             | KTM 690 Rally             |
| 2009   | Marc Coma                 | KTM 690 Rally             |
| 2010   | Cyril Despres             | KTM 690 Rally             |
| 2011   | Marc Coma                 | KTM 450 Rally (en)        |
| 2012   | Cyril Despres             | KTM 450 Rally             |
| 2013   | Cyril Despres             | KTM 450 Rally             |
| 2014   | Marc Coma                 | KTM 450 Rally             |
| 2015   | Marc Coma                 | KTM 450 Rally             |
| 2016   | Toby Price                | KTM 450 Rally             |
| 2017   | Sam Sunderland            | KTM 450 Rally             |
| 2018   | Matthias Walkner          | KTM 450 Rally             |
| 2019   | Toby Price                | KTM 450 Rally             |
| 2023   | Kevin Benavídes           | KTM 450 Rally             |
| 2025   | Daniel Sanders            | KTM 450 Rally             |